# Jan Leśny
Jan Alojzy Leśny (ur. 24 maja 1947 w Wyrobkach k. Mogilna, zm. 14 lipca 1994 w Poznaniu) – polski historyk mediewista.

## Życiorys
W 1965 ukończył liceum ogólnokształcące w Trzemesznie. W latach 1966–1972 studiował historię i archeologię na Uniwersytecie im. Adama Mickiewicza w Poznaniu. W 1971 odbył staż w Muzeum Archeologicznym w Poznaniu.
W 1978 obronił pracę doktorską pt. Archaiczne formy obrony pograniczy plemiennych i państwowych u Słowian Zachodnich w VII-XIII wieku, (promotor: prof. Antoni Gąsiorowski). W grudniu 1988 Rada Naukowa Instytutu Historii UAM nadała mu stopień doktora habilitowanego na podstawie rozprawy: Konstantyn i Metody apostołowie Słowian. Dzieło i jego losy.
Od 1972 pracował w Muzeum Początków Państwa Polskiego na Lednicy, a w następnym roku rozpoczął współpracę z Pracownią Słownika Starożytności Słowiańskich w Poznaniu, od 1978 na stanowisku adiunkta, a od 1989 na stanowisku docenta. W latach 1991–1994 pracował na stanowisku profesora kontraktowego w Katedrze Filologii Słowiańskiej na Wydziale Filologii Polskiej i Klasycznej UAM.
W latach 1987–1989 i 1993−1994 pełnił funkcję wiceprzewodniczącego Komisji Bałkanistycznej przy Oddziale PAN w Poznaniu.
Zainteresowania badawcze J. Leśnego obejmowały problematykę religijną wczesnośredniowiecznej Słowiańszczyzny i krajów bałkańskich, a także związków między Bałkanami a Polską. Był autorem ok. 180 haseł do Słownika Starożytności Słowiańskich (w większości odnoszących się do regionu bałkańskiego). Był także autorem monografii liceum w Trzemesznie, którego był absolwentem.
Był żonaty, miał córkę.

## Publikacje

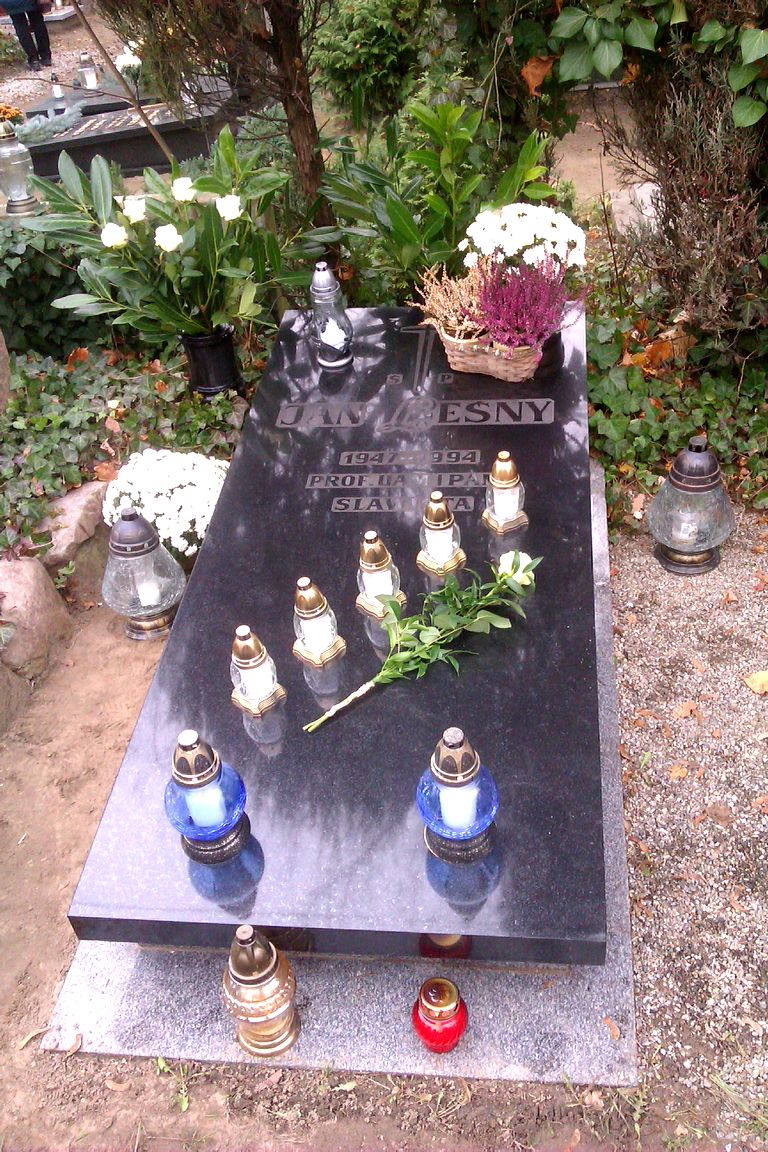
Grób Jana Leśnego na cmentarzu przy ul. Lutyckiej w Poznaniu

- (przekład) Lubomir Durković-Jakšić, Mickiewicz i Jugosłowianie, wstępem poprzedził Zdzisław Grot, z serbochorwackiego przetłumaczył. Jan Leśny, Witold Szulc i Bogusław Zieliński, Poznań: Wydawnictwo Naukowe UAM 1984.
- Konstantyn i Metody - apostołowie Słowian. Dzieło i jego losy, Poznań: Księgarnia Świętego Wojciecha 1987.
- (redakcja) Historia Królestwa Słowian czyli Latopis popa Duklanina, tłumaczenie z łac., wstęp, komentarze i tablice genealogiczne oprac. Jan Leśny, Warszawa: PWN 1988.
- Studia nad początkami serbskiej monarchii Nemaniczów (połowa XI - koniec XII wieku), Wrocław: Zakład Narodowy im. Ossolińskich 1989.
- Historia Albanii, Wrocław: Zakład Narodowy im. Ossolińskich 1992, seria Historia Krajów i Narodów; współautorzy: Tadeusz Czekalski i Jerzy Hauziński (wyd. 2 zmienione - 2009).
- Bitwa na Kosowym Polu 1389, Poznań: Wydawnictwo Poznańskie 2015; współautor: Ilona Czamańska.